# Protocollo di Minsk

Mappa della zona cuscinetto istituito dal memorandum del protocollo di Minsk

Il protocollo di Minsk era un accordo finalizzato a raggiungere l'immediato cessate il fuoco e a porre fine al conflitto nel Donbass, raggiunto il 5 settembre 2014 dal Gruppo di contatto trilaterale sull'Ucraina, composto dai rappresentanti di Ucraina, Russia, senza riconoscimento del loro status da parte degli allora leader delle autoproclamate Repubblica Popolare di Doneck (DNR) e Repubblica Popolare di Lugansk (LNR). È stato firmato dopo estesi colloqui a Minsk, la capitale della Bielorussia, sotto l'egida della Organizzazione per la sicurezza e la cooperazione in Europa (OSCE).
Succeduto a diversi tentativi precedenti di cessare i combattimenti nella regione di Donbass (Ucraina orientale), prevedeva un cessate il fuoco immediato, lo scambio dei prigionieri e l'impegno, da parte dell'Ucraina, di garantire maggiori poteri alle regioni di Doneck e Lugansk. Tuttavia, nonostante abbia portato ad un'iniziale diminuzione delle ostilità, l'accordo non è stato rispettato.

## Processo e stesura del protocollo
L'accordo è stato formulato dal Gruppo di contatto Trilaterale sull'Ucraina, composto da rappresentanti di Ucraina, Russia e l'OSCE. Il gruppo è stato creato nel mese di giugno come un modo per facilitare la risoluzione dei conflitti in Ucraina orientale e meridionale. Le riunioni del gruppo, insieme con i rappresentanti informali delle repubbliche secessioniste di Doneck e di Lugansk, si sono svolte nel 31 luglio, il 26 agosto, il 1º settembre e il 5 settembre. I dettagli dell'accordo siglato il 5 settembre assomigliano in gran parte al piano di pace di 15 punti proposto dal presidente ucraino Porošenko il 20 giugno. I seguenti rappresentanti hanno firmato il documento:
- L'inviata speciale svizzera e rappresentante dell'OSCE: Heidi Tagliavini;
- L'ex presidente dell'Ucraina e rappresentante ucraino: Leonid Kučma;
- L'ambasciatore russo in Ucraina e rappresentante russo: Mikhail Zurabov;
- I leader delle Repubblica Popolare di Doneck (DNR) e Repubblica Popolare di Lugansk (LNR): Aleksandr Zacharčenko e Igor' Plotnickij.

## Il testo del protocollo
Il testo del protocollo è composto da dodici punti:
1. Assicurare un cessate il fuoco bilaterale immediato.
2. Garantire il monitoraggio e la verifica del cessate il fuoco da parte dell'OSCE.
3. Una decentralizzazione del potere, anche attraverso l'adozione di una legge ucraina su "accordi provvisori di governance locale in alcune zone delle oblast (regioni) di Doneck e Lugansk ("legge sullo status speciale").
4. Garantire il monitoraggio continuo della frontiera russo-ucraina e la loro verifica da parte dell'OSCE, attraverso la creazione di zone di sicurezza nelle regioni di frontiera tra l'Ucraina e la Russia.
5. Rilascio immediato di tutti gli ostaggi e di tutte le persone detenute illegalmente.
6. Una legge sulla prevenzione della persecuzione e la punizione delle persone che sono coinvolte negli eventi che hanno avuto luogo in alcune aree delle oblast (regioni) di Doneck e Lugansk, tranne nei casi di reati che siano considerati gravi.
7. La continuazione del dialogo nazionale inclusivo.
8. Adozione di misure per migliorare la situazione umanitaria nella regione del Donbass, in Ucraina orientale.
9. Garantire lo svolgimento di elezioni locali anticipate, in conformità con la legge ucraina (concordato in questo protocollo) su "accordi provvisori di governo locale in alcune zone delle oblast (regioni) di Doneck e Lugansk" ("legge sullo statuto speciale").
10. Rimozione di gruppi illegali armati, attrezzature militari, così come combattenti e mercenari dal territorio dell'Ucraina sotto la supervisione dell'OSCE. Disarmo di tutti i gruppi illegali.
11. Adozione dell'ordine del giorno per la ripresa economica e la ricostruzione della regione di Donbass, in Ucraina orientale.
12. Garantire la sicurezza personale dei partecipanti ai negoziati.

## Memorandum supplementare
Nelle due settimane dopo la firma del Protocollo di Minsk, ci sono state frequenti violazioni del cessate il fuoco da entrambe le parti in conflitto. I colloqui sono continuati a Minsk. Un memorandum supplementare è stato concordato il 19 settembre 2014. Questo memorandum ha chiarito l'applicazione del protocollo. Tra le misure di pacificazione concordate, sono state incluse le seguenti:
- Divieto di operazioni offensive (punto 3 del memorandum).
- Rimozione di tutte le armi di calibro superiore a 100 mm, 15 km dalla linea di contatto, da ogni parte del conflitto, per creare una zona smilitarizzata di 30 km; tale distanza era, inoltre aumentata per portare alcuni sistemi d'arma fuori della gittata massima rispetto alla linea di contatto (punto 4: inter alia obice D-30 a 16 km, sistemi lanciarazzi multiplo da 21 a 120 km, missili tattici a 120 km).
- Divieto di voli sopra la zona di sicurezza di aerei da combattimento e di UAV stranieri ad eccezione di quelli in uso alla Missione speciale di osservazione dell'OSCE in Ucraina (punto 7).
- Schieramento di una missione di osservazione OSCE (punto 8)
- Ritiro di tutte le formazioni armate straniere, veicoli da combattimento stranieri, milizie armate e mercenari stranieri dalla zona di conflitto (punto 9).

Il 26 settembre, i membri del Gruppo di Contatto Trilaterale sull'Ucraina sono nuovamente incontrati per discutere la delimitazione della zona demilitarizzata dove le armi pesanti sarebbero state eliminate dalle parti coinvolte nel conflitto. La linea di demarcazione tra la DNR e l'Ucraina è stata concordata tra i rappresentanti della DNR e negoziatori ucraini, secondo il Vice-Primo Ministro di Ucraina, Vitali Yarema. Il 2 dicembre 2014, il parlamento ucraino ha modificato unilateralmente la "legge sullo statuto speciale" che era stata proposta nel Protocollo di Minsk, anche se questo Parlamento ha approvato alcuni aspetti della legge concordata a Minsk come parte del cessate il fuoco.
Matteo Renzi ha dichiarato che nel novembre 2014 partecipò ad un incontro con Putin, Porošenko, Merkel, David Cameron e Hollande, in cui venne proposta una soluzione simile a quella impiegata per l'Alto Adige Sud Tirolo. Tale offerta venne accettata da Putin ma rifiutata da Porošenko.

## Efficacia
Nel settembre 2014 il parlamento ucraino votò una legge che concedeva maggiori autonomie alle regioni separatiste orientali, ma quest'ultime hanno respinto l'offerta: "godiamo già della completa autodeterminazione e quindi questo territorio non ha più nulla a che fare con l'Ucraina" dichiarò il vicepresidente della Repubblica Popolare di Donetesk Andrej Purgin.
Dopo la firma del memorandum, è scoppiata la seconda battaglia per l'Aeroporto di Donec'k, ed entrambe le parti si accusano a vicenda di continue violazioni del cessate il fuoco. L'Aeroporto di Donec'k è chiuso a tutto il traffico dal 26 maggio 2014, a causa dei combattimenti tra le forze del nuovo governo ucraino e i separatisti filo-russi. Alla fine di ottobre, il primo ministro della DNR, negoziatore e firmatario del protocollo di Minsk, Aleksandr Zacharčenko, ha detto che le forze sotto il suo controllo avrebbero riguadagnato i territori che avevano perso in favore delle forze governative ucraine durante l'offensiva di luglio, e che le forze della DNR erano disposte a lottare in battaglie "pesanti" per raggiungere i loro obiettivi. In seguito, Zakharchenko ha sostenuto di essere stato frainteso, e che, in realtà, intendeva dire che queste aree sarebbero state recuperate attraverso "mezzi pacifici". Durante la sua campagna durante il periodo precedente alle elezioni generali in Donbass condotte dalla DNR e dalla LNR, in presunta violazione del Protocollo di Minsk, Zakharchenko ha dichiarato: "Questi sono tempi storici." "Stiamo creando un nuovo paese! È un obiettivo pazzesco."
Il presidente dell'OSCE Didier Burkhalter ha confermato che le elezioni sono state "in contrasto con la lettera e lo spirito del protocollo di Minsk" e ha detto che loro "complicherebbero ulteriormente la sua applicazione". Parlando il 5 dicembre, il ministro degli esteri russo Sergej Lavrov ha detto che le elezioni generali in DNR e le elezioni generali in LNR, condotte in 2 novembre 2014, erano "esattamente nel range che era stato negoziato a Minsk", e che il parlamento ucraino, presumibilmente, avrebbe dovuto adottare un progetto di legge di amnistia dei leader delle DNR e LNR, dopo le elezioni parlamentari in Ucraina in ottobre 2014. Secondo Lavrov, un più stretto monitoraggio del confine russo-ucraino, come specificato nel Protocollo di Minsk, poteva avvenire solo dopo che fosse stata approvata una legge di questo tipo di amnistia. Lavrov ha detto che si pensava che un decreto presidenziale emanato il 16 settembre, che presumibilmente vieta la persecuzione di combattenti separatisti in Donbass, sarebbe rispettato dal governo ucraino, ma che un progetto di legge proponente la revoca di tale decreto era stato presentato.
Una successiva fase dei colloqui di pace tenutasi a Minsk è stata sospesa il 26 dicembre 2014. Tuttavia, ambo le parti hanno confermato, dopo ore di trattative, di aver accettato lo scambio di prigionieri, che coinvolge almeno 375 prigionieri su entrambi i lati.
Il 12 febbraio 2015 a Minsk in esito ai colloqui dei leader di Francia e Germania, Russia e Ucraina, i rappresentanti del Gruppo di contatto trilaterale hanno sottoscritto il pacchetto di misure per l'attuazione del protocollo di Minsk, noto come protocollo di Minsk II.